# Priapatiosz pártus király
Priapatiosz (vagy Phriapatiosz; pártus nyelven 𐭐𐭓𐭉𐭐𐭕 Friyapāt) a Pártus Királyság uralkodója i. e. 191-től i. e. 176-os haláláig. Sok más pártus királyhoz hasonlóan uralkodása csak kevéssé ismert. Az általa veretett pénzek tanúsága szerint sikerült függetlenednie a Szeleukida Birodalomtól. Halála után fia, I. Phraatész követte a trónon. 

## Származása
Pripatiosz a korabeli osztrakonok tanúsága szerint a dinasztiaalapító I. Arszakész unokaöccsének a fia volt. Egyes korai források Arszakész fivére, Tiridatész unokájaként említik; azonban a numizmatikai adatok és a források felülvizsgálata alapján Tiridatész nem is létezett. Egyes mai történészek elődje, II. Arszakész fiának vélik.

## Uralkodása
Priapatiosz II. Arszakész halálát követően, i. e. 191-ben került Parthia élére. Uralkodásának részleteit nem ismerjük. Az általa kibocsátott pénzérmék stílusa megfelel elődeinek: egyik oldalán maga a király arcképe látható szakáll nélkül, szatrapai sapkában (baslikban), a túloldalon pedig ugyanő íjászként, ülő pozícióban. Újdonság, hogy a görög nyelvű felirat a baszileosz (BAΣΙΛΕΩΣ) királyi címet tünteti fel, illetve látható rajta a "nagy" (megalu ΜΕΓΑΛΟΥ) jelző is.
Ezeket a címeket feltehetően azt követően vette fel, hogy kihasználva a szeleukidák vereségét a rómaiak elleni háborúban, visszafoglalta a III. Antiokhosz által i. e. 209-ben elcsatolt területeket. Antiokhosz valószínűleg megtiltotta II. Arszakésznek hogy pénzt verjen, de később, a Szeleukida Birodalom válságát követően mind Arszakész, mind utódja, Priapatiosz saját pénzeket bocsátott ki. A dinasztia többi tagjához hasonlóan Priapatiosz is az "Arszakész" címet tüntette fel az érméken, a dinasztiaalapító iránti tisztelet jeleként.
Priapatiosz fiai közül hárman is vezették a Pártus Birodalmat: a legidősebb, és közvetlen utódja, I. Phraatész (i. e. 176- i. e. 171); I. Mithridatész (i. e. 171 - i. e. 132); valamint I. Artabanosz (i. e. 127 - i. e. 124)

## Fordítás
- Ez a szócikk részben vagy egészben  a   Priapatius című angol Wikipédia-szócikk ezen változatának fordításán alapul.  Az eredeti cikk szerkesztőit annak laptörténete sorolja fel. Ez a jelzés csupán a megfogalmazás eredetét és a szerzői jogokat jelzi, nem szolgál a cikkben szereplő információk forrásmegjelöléseként.

| Előző uralkodó: II. Arszakész | Pártus király I. e. 191 – I. e. 176 | Következő uralkodó: I. Phraatész |